# Bahnstrecke Rutland–Hoosick Junction
| Gesellschaft: | VTR                  |                                              |                                              |
| |                      |                                              |                                              |
| Streckenlänge: | 100½ km              |                                              |                                              |
| Spurweite: | 1435 mm (Normalspur) |                                              |                                              |
| |                      |                                              |                                              |
| Gleise: | 1                    |                                              |                                              |
| \| \| \| \| \| \| \| \| von Burlington \| \| \| \| 0 \| Rutland VT (Amtrak) \| Rutland VT (Amtrak) \| \| \| \| nach Bellows Falls \| \| \| \| \| nach Center Rutland (C&P) \| \| \| \| \| Cold River \| \| \| \| 5 \| Alfrecha Road VT (früher Cold River) \| Alfrecha Road VT (früher Cold River) \| \| \| 8 \| Clarendon VT \| Clarendon VT \| \| \| \| Otter Creek \| \| \| \| 15½ \| Wallingford VT \| Wallingford VT \| \| \| \| Mill River (2×) \| \| \| \| 21½ \| South Wallingford VT \| South Wallingford VT \| \| \| 25 \| Stafford VT \| Stafford VT \| \| \| \| Mill River \| \| \| \| \| Creamery Brook \| \| \| \| 30 \| Danby VT (früher Danby&Mt. Tabor) \| Danby VT (früher Danby&Mt. Tabor) \| \| \| \| Waldbahn der Emporium Lumber Co. (1906–1916) \| \| \| \| 36 \| North Dorset VT \| North Dorset VT \| \| \| 42 \| East Dorset VT \| East Dorset VT \| \| \| \| Batten Kill (3×) \| \| \| \| 48½ \| Barnumville VT \| Barnumville VT \| \| \| \| Batten Kill (2×) \| \| \| \| \| von Dorset \| \| \| \| 50½ \| Manchester VT \| Manchester VT \| \| \| \| Batten Kill \| \| \| \| \| Lye Brook Railroad (Waldbahn) \| \| \| \| \| Batten Kill (2×) \| \| \| \| 60½ \| Sunderland VT \| Sunderland VT \| \| \| \| ? \| \| \| \| 66 \| Arlington VT \| Arlington VT \| \| \| 73 \| Shaftsbury VT \| Shaftsbury VT \| \| \| 81½ \| South Shaftsbury VT \| South Shaftsbury VT \| \| \| \| nach Chatham \| \| \| \| 84½ \| North Bennington VT (Dreiecksbahnhof) \| North Bennington VT (Dreiecksbahnhof) \| \| \| \| von Chatham \| \| \| \| \| Vermont/New York \| \| \| \| 92½ \| White Creek NY \| White Creek NY \| \| \| \| Straßenbahn Bennington \| \| \| \| \| Walloomsac River (2×) \| \| \| \| 97 \| Walloomsac NY \| Walloomsac NY \| \| \| \| Straßenbahn Bennington \| \| \| \| \| Walloomsac River \| \| \| \| 99 \| North Hoosick NY \| North Hoosick NY \| \| \| \| Strecke North Pownal–Rotterdam Junction \| \| \| \| \| von Greenfield \| \| \| \| 100½ \| Hoosick Junction NY \| Hoosick Junction NY \| \| \| \| nach Troy \| \| |                      |                                              |                                              |
| |                      |                                              |                                              |
| Strecke |                      | von Burlington                               | von Burlington                               |
| Bahnhof | 0                    | Rutland VT (Amtrak)                          | Rutland VT (Amtrak)                          |
| Abzweig geradeaus und nach links |                      | nach Bellows Falls                           | nach Bellows Falls                           |
| Abzweig geradeaus, nach rechts und von rechts |                      | nach Center Rutland (C&P)                    | nach Center Rutland (C&P)                    |
| Brücke über Wasserlauf |                      | Cold River                                   | Cold River                                   |
| ehemaliger Haltepunkt / Haltestelle | 5                    | Alfrecha Road VT (früher Cold River)         | Alfrecha Road VT (früher Cold River)         |
| Dienststation / Betriebs- oder Güterbahnhof | 8                    | Clarendon VT                                 | Clarendon VT                                 |
| Brücke über Wasserlauf |                      | Otter Creek                                  | Otter Creek                                  |
| Dienststation / Betriebs- oder Güterbahnhof | 15½                  | Wallingford VT                               | Wallingford VT                               |
| Brücke über Wasserlauf |                      | Mill River (2×)                              | Mill River (2×)                              |
| Dienststation / Betriebs- oder Güterbahnhof | 21½                  | South Wallingford VT                         | South Wallingford VT                         |
| ehemaliger Haltepunkt / Haltestelle | 25                   | Stafford VT                                  | Stafford VT                                  |
| Brücke über Wasserlauf |                      | Mill River                                   | Mill River                                   |
| Brücke über Wasserlauf |                      | Creamery Brook                               | Creamery Brook                               |
| Dienststation / Betriebs- oder Güterbahnhof | 30                   | Danby VT (früher Danby&Mt. Tabor)            | Danby VT (früher Danby&Mt. Tabor)            |
| Abzweig geradeaus und ehemals nach links |                      | Waldbahn der Emporium Lumber Co. (1906–1916) | Waldbahn der Emporium Lumber Co. (1906–1916) |
| ehemaliger Haltepunkt / Haltestelle | 36                   | North Dorset VT                              | North Dorset VT                              |
| Dienststation / Betriebs- oder Güterbahnhof | 42                   | East Dorset VT                               | East Dorset VT                               |
| Brücke über Wasserlauf |                      | Batten Kill (3×)                             | Batten Kill (3×)                             |
| ehemaliger Haltepunkt / Haltestelle | 48½                  | Barnumville VT                               | Barnumville VT                               |
| Brücke über Wasserlauf |                      | Batten Kill (2×)                             | Batten Kill (2×)                             |
| Abzweig geradeaus und ehemals von rechts |                      | von Dorset                                   | von Dorset                                   |
| Dienststation / Betriebs- oder Güterbahnhof | 50½                  | Manchester VT                                | Manchester VT                                |
| Brücke über Wasserlauf |                      | Batten Kill                                  | Batten Kill                                  |
| Abzweig geradeaus und ehemals nach links |                      | Lye Brook Railroad (Waldbahn)                | Lye Brook Railroad (Waldbahn)                |
| Brücke über Wasserlauf |                      | Batten Kill (2×)                             | Batten Kill (2×)                             |
| ehemaliger Bahnhof | 60½                  | Sunderland VT                                | Sunderland VT                                |
| Brücke über Wasserlauf |                      | ?                                            | ?                                            |
| Dienststation / Betriebs- oder Güterbahnhof | 66                   | Arlington VT                                 | Arlington VT                                 |
| ehemaliger Bahnhof | 73                   | Shaftsbury VT                                | Shaftsbury VT                                |
| Dienststation / Betriebs- oder Güterbahnhof | 81½                  | South Shaftsbury VT                          | South Shaftsbury VT                          |
| Abzweig geradeaus und nach links |                      | nach Chatham                                 | nach Chatham                                 |
| Dienststation / Betriebs- oder Güterbahnhof | 84½                  | North Bennington VT (Dreiecksbahnhof)        | North Bennington VT (Dreiecksbahnhof)        |
| Abzweig geradeaus und von links |                      | von Chatham                                  | von Chatham                                  |
| Grenze |                      | Vermont/New York                             | Vermont/New York                             |
| Dienststation / Betriebs- oder Güterbahnhof | 92½                  | White Creek NY                               | White Creek NY                               |
| Kreuzung geradeaus oben (Querstrecke außer Betrieb) |                      | Straßenbahn Bennington                       | Straßenbahn Bennington                       |
| Brücke über Wasserlauf |                      | Walloomsac River (2×)                        | Walloomsac River (2×)                        |
| ehemaliger Bahnhof | 97                   | Walloomsac NY                                | Walloomsac NY                                |
| Kreuzung geradeaus oben (Querstrecke außer Betrieb) |                      | Straßenbahn Bennington                       | Straßenbahn Bennington                       |
| Brücke über Wasserlauf |                      | Walloomsac River                             | Walloomsac River                             |
| ehemaliger Haltepunkt / Haltestelle | 99                   | North Hoosick NY                             | North Hoosick NY                             |
| Kreuzung geradeaus oben (Querstrecke außer Betrieb) |                      | Strecke North Pownal–Rotterdam Junction      | Strecke North Pownal–Rotterdam Junction      |
| Abzweig geradeaus, nach links und von links |                      | von Greenfield                               | von Greenfield                               |
| ehemaliger Haltepunkt / Haltestelle | 100½                 | Hoosick Junction NY                          | Hoosick Junction NY                          |
| Strecke |                      | nach Troy                                    | nach Troy                                    |

Die Bahnstrecke Rutland–Hoosick Junction ist eine Eisenbahnstrecke in Vermont und New York (Vereinigte Staaten). Sie ist etwa 100 Kilometer lang und verbindet die Städte Rutland und Bennington. Die Strecke gehört zum Vermont Rail System und wird von der Vermont Railway ausschließlich im Güterverkehr betrieben. 

## Geschichte
1845 wurde die Western Vermont Railroad gegründet, die eine Konzession zum Bau und Betrieb einer Eisenbahn von Rutland über North Bennington an die Troy and Boston Railroad erhielt. Den Abschnitt im Bundesstaat New York baute die Troy and Bennington Railroad. Die Bauarbeiten begannen im Oktober 1850 und im Dezember 1851 ging der erste Abschnitt von Rutland nach Arlington in Betrieb. White Creek war im Juli 1852 erreicht und im August 1852 war die Strecke vollständig fertiggestellt.
Den Betrieb auf der Strecke bis White Creek führte die Western Railroad, auf dem restlichen Abschnitt die Troy&Boston, die den in New York liegenden Teil der Strecke gepachtet hatte. Nachdem die Troy&Boston Anfang 1857 auch den in Vermont liegenden Teil der Strecke gepachtet hatte, führte sie kurzzeitig den Betrieb auf der Gesamtstrecke, übertrug dies jedoch schon im Mai 1857 wieder der Western Railroad, die ab 1865 unter dem Namen Bennington and Rutland Railway firmierte. Mehrfach wechselte der Pächter der Bahnstrecke, bis im Herbst 1877 die Bennington&Rutland die Strecke wieder in Eigenregie betrieb. 1901 kaufte die Rutland Railroad die Strecke und übernahm die Betriebsführung. Der in New York liegende Abschnitt war inzwischen auf die Fitchburg Railroad und später die Boston and Maine Railroad übergegangen. Die Züge verkehrten jedoch weiterhin von Rutland nach Troy und Albany durch.
Der Personenverkehr endete am 26. Juni 1953, nachdem die Arbeiter der Rutland in den Ausstand getreten waren. Auch der Güterverkehr endete nach einem weiteren Streik am 25. September 1961. Die Interstate Commerce Commission genehmigte am 18. September 1962 die Stilllegung der Strecke, die jedoch vom Bundesstaat Vermont durch den Kauf der in Vermont liegenden Trasse abgewendet werden konnte. Die Regierung verpachtete die Strecke an die neugegründete Vermont Railway, die am 6. Januar 1964 den Güterverkehr wieder aufnahm, den sie bis heute betreibt. Auch der in New York liegende Abschnitt der Strecke wurde von der Vermont Railway gepachtet.

## Streckenbeschreibung
Die Strecke verlässt Rutland in Richtung Süden zunächst entlang des Otter Creek, biegt jedoch bei Clarendon in das Tal des Mill River ab, dem sie bis zu dessen Ende folgt. Über einen Bergkamm führt die Strecke weiter südwärts ins Tal des Batten Kill hinab und durch Manchester. Bei Arlington verlässt die Trasse das Tal und führt über einen Höhenzug nach Bennington, von wo sie dem Walloomsac River bis zum Streckenende bei Hoosick Falls folgt. Der Knotenpunkt Hoosick Junction ist heute nur noch ein normales Gleisdreieck, war jedoch durch die getrennten Richtungsgleise der Hauptstrecke Boston–Mechanicsville bis zur Stilllegung des zweiten Gleises 1980 eine komplizierte Anlage. Eines der Gleise der Hauptstrecke unterquerte das Gleisdreieck, früher gab es hier eine niveaugleiche Kreuzung. Unklar ist, ob auch zu diesem Gleis Verbindungskurven bestanden.
Die einzigen Kunstbauten entlang der Strecke sind die zahlreichen Flussbrücken über den Otter Creek, Mill River, Batten Kill und Walloomsac River sowie über einige Nebenflüsse.